# Waldsteinia fragarioides
Вальдштейнія суницеподібна (Waldsteinia fragarioides) — вид рослини родини розові.

## Назва
В англійській мові має назву «аппалацька безплідна суниця» (англ. Appalachian barren strawberry).

## Будова
Має великі жовті квіти, що з'являються з середини весни до раннього літа. Квіти разом з прикореневими листками нагадують суницю, проте плід — не схожий.

## Поширення та середовище існування
Зростає у Аппалачах в лісах та галявинах. Зустрічається від Південної Кароліни до Канади, в Арканзасі та Міннесоті.

## Практичне використання
Використовувався ірокезами у народній медицині.

## Галерея

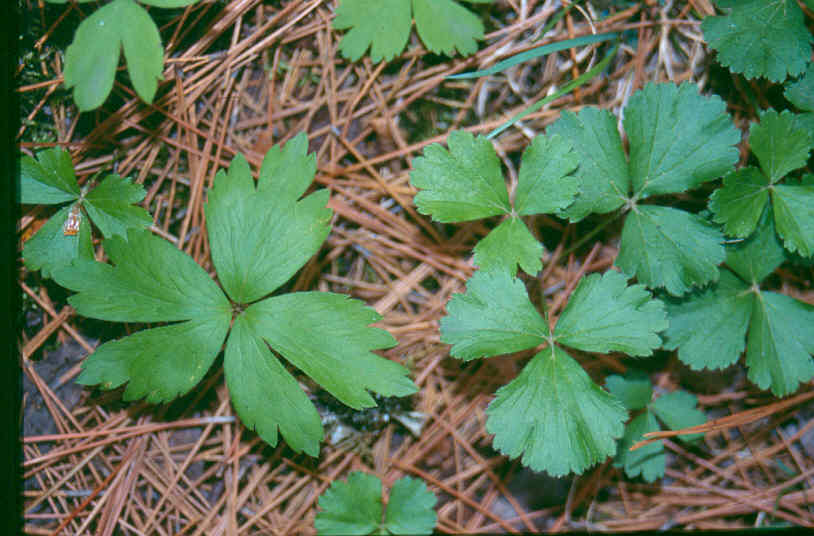
Листя
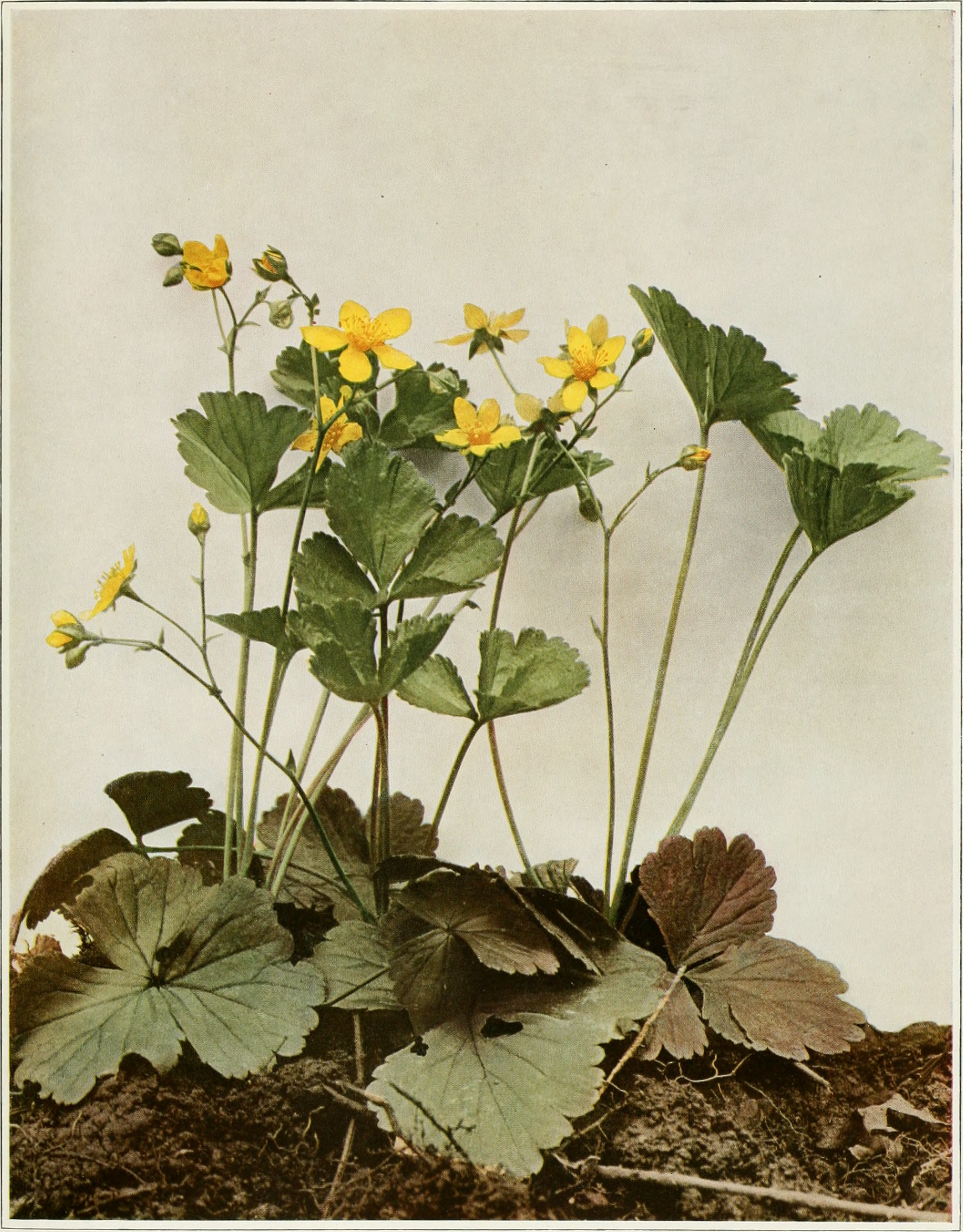
Зовнішній вигляд рослини
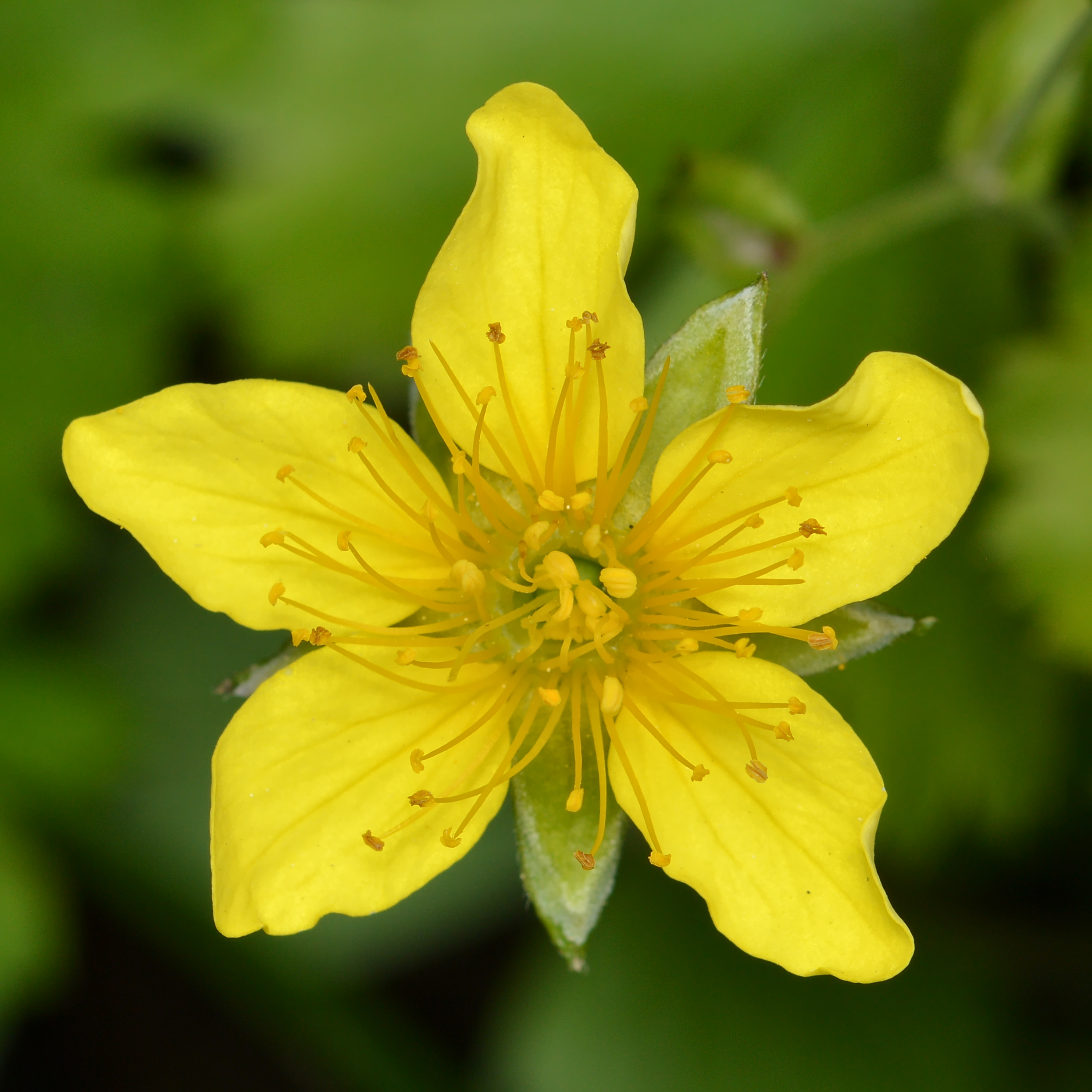
Квітка